# Уайнетт, Тэмми
Тэ́мми Уайне́тт (англ. Tammy Wynette; 5 мая 1942 — 6 апреля 1998) — американская певица и автор песен. Одна из самых известных и успешных исполнительниц кантри-музыки, получившая на родине звание «Первая леди кантри».

## Биография

### Детство и юность (1942—62)
Вирджиния Уайнетт Пью родилась недалеко от Тремонта (штат Миссисипи), она была единственным ребёнком в семье Уильяма Холлиса Пью (умер 13 февраля 1943) и Милдред Фэйе Рассел (1922—1991). Её всегда называли Уайнетт или Нетти, а не Вирджиния.
Её отец был фермером и музыкантом-любителем, он умер от опухоли головного мозга, когда Уайнетт было всего 9 месяцев. Её мать совмещала работу на семейной ферме и преподавание в школе. После смерти Холлиса Пью мать оставила Уайнетт на попечении своих родителей Томаса Честера и Флоры А. Рассел, а сама уехала работать на оборонном заводе в Мемфисе. В 1946 мать Уайнетт вышла замуж за Фоя Ли, фермера из Миссисипи.
Уайнетт начала петь на ферме у бабушки в графстве Итавамба (штат Миссисипи), где она родилась. Это место находится на границе с Алабамой, и Уайнетт часто говорила, что граница штата проходит как раз через их ферму. Подростком она работала в поле на уборке хлопка вместе с наёмными рабочими. Она воспитывалась вместе со своей тётей Кэролин Рассел, которая была старше её всего на пять лет. Уайнетт пела церковные песни вместе со своей бабушкой, училась играть на пианино и на гитаре.
Она училась в средней школе Тремонта, блестяще играла в баскетбол. За месяц до окончания школы Уайнетт вышла замуж. Её муж был строителем, поэтому его работа была связана с постоянными переездами. Уайнетт работала официанткой, за стойкой в отеле, барменом, а также на обувной фабрике. В 1963 году она окончила курсы парикмахеров в Тьюпело, штат Миссисипи. Муж, которого она оставила перед рождением третьей дочери, скептически относился к её желанию стать исполнителем песен кантри, он говорил ей: «Мечтай, детка!».

### Начало музыкальной карьеры (1963—1967)
Когда её ребёнок заболел менингитом, Уайнетт пыталась дополнительно заработать, выступая по вечерам. В 1965 году она спела на передаче «Country Boy Eddie» местной телестудии WBRC-TV в Бирмингеме (штат Алабама). В 1966 году Уайнетт вместе со своими тремя дочерьми переезжает из Бирмингема в Нэшвилл в надежде заключить договор со студией звукозаписи. После прослушивания продюсер «Epic Records» Билли Шеррил подписал с ней контракт.
На вторую встречу с Шеррилом она пришла, забрав в хвост свои длинные светлые волосы. Он сказал ей, что имя Уайнетт Пью не подходит и попросил придумать другое. Он также отметил, что с такой причёской она похожа на Тэмми из фильма «Тэмми и холостяк». Так она стала Тэмми Уайнетт.
Её первая песня, которая стала хитом, — «Apartment #9». В 1967 году становятся популярными «Your Good Girl’s Gonna Go Bad», «My Elusive Dreams» (дуэт с Дэвидом Хьюстоном) и «I Don’t Want To Play House».

### Годы успеха (1968—1975)
В 1968 году три песни Тэмми становятся хитами — «Take Me to Your World», «D-I-V-O-R-C-E» и «Stand By Your Man», которую она написала за 15 минут. В 1969 году к ним добавились «Singing My Song» и «The Ways to Love a Man». В конце 1960-х и начале 1970-х годов песни Уайнетт занимают первые строчки в хит-парадах кантри. Семнадцать её произведений выходят на первое место. Вместе с Лореттой Линн и Долли Партон они заставили переоценить место и роль женщин в исполнении кантри. Уайнетт также была первой женщиной, альбом которой был продан миллионным тиражом — это был её первый сборник лучших произведений («Greatest Hits Collection») в 1969 году.
Вскоре после развода она ненадолго снова вышла замуж. А в 1968 году Тэмми познакомилась с Джорджем Джонсом, который был популярным исполнителем кантри и страдал алкоголизмом. Они поженились на следующий год после того, как Тэмми развелась во второй раз. Начиная с 1971 года они записали вместе с Джонсом несколько популярных альбомов — в первую десятку попал «Take Me». У них был трудный брак, но несмотря на то, что они развелись в 1975 году из-за алкоголизма Джонса, они продолжали время от времени записывать совместные альбомы на протяжении следующих двадцати лет.
В начале 1970-х у Уайнетт начинаются серьёзные проблемы со здоровьем, она переносит операции на жёлчном пузыре, почках и гортани. В середине 1970-х она возвращается с песней «Till I Can Make It On My Own».

### Stand By Your Man
Визитной карточкой Уайнетт на протяжении всей её карьеры являлась записанная в 1968 году песня «Stand By Your Man», которая призывает женщин оказывать поддержку своим мужчинам в годы невзгод. Несмотря на нападки феминисток, песню эту исполняли многие известные исполнители — певицы Долли Партон, Тина Тёрнер, трио Dixie Chicks, певец Лайл Ловетт, а также (на альбоме, посвященном памяти Уайнетт) сэр Элтон Джон. Согласно кантри-подразделению канала MTV (Country Music Television), эта песня является самой известной из всех, записанных в стиле кантри.
В мае 1975 года «Stand By Your Man» была выпущена отдельным синглом в Великобритании и возглавила национальный хит-парад. Такой успех кантри-песни является редкостью в стране, весьма далекой от мира кантри-музыки. Среди фильмов, в которых прозвучала эта композиция, — «Пять лёгких пьес» (1970), «Братья блюз» (1980) и «Неспящие в Сиэтле» (1993).
Также песня упоминается в повести Стивена Кинга «Телефон мистера Харригана» как рингтон на мобильном телефоне Джона Харригана, одного из главных персонажей.

### Последние годы (1990–1998)
В 1991 году Тэмми Уайнетт участвовала в совместной работе с популярной британской группой The KLF, записав песню «Justified and Ancient (Stand by the JAMs)» и снявшись в видеоклипе. В 1992 году песня побывала на вершине чартов в 11 европейских странах, в США в хит-параде Billboard Hot 100 заняла 11 место, что принесло певице дополнительную известность, в том числе среди молодёжи. «Stand by the JAMs» в названии песни обыгрывает название «Stand By Your Man», а в само́й песне поётся о том, как The KLF позвонили Тэмми и попросили её спеть.
В 1992 г. во время предвыборной кампании Билла Клинтона его супруга Хиллари заявила, что она не похожа на «тех крошечных женщин, которые — подобно Тэмми Уайнетт — подстраховывают своих мужей». Певица восприняла эти слова как оскорбление, и Хиллари была вынуждена принести публичные извинения диве кантри-музыки.
Скончалась во сне в возрасте 55 лет в результате продолжительной болезни. В ходе лечения пережила около 15 операций, но не отказывалась от творческой деятельности, на момент смерти у неё были запланированные концерты.

## Семейная жизнь
В течение жизни у Уайнетт было пять мужей: с 1959 по 1966 год — Епл Берд, с 1967 по 1968 — Дон Чапел, с 1969 по 1975 — Джордж Джонс, в 1976 г. — Майкл Томлин и с 1978 г. — Джордж Ричи.
С Бердом у них было трое детей: Гвендолин Ли Берд — родилась в 1961 г., Жаклин Фэй Берд — родилась в 1962 г., и Тина Дэнис Берд — родилась в 1965 г. С Джонсом у них был один совместный ребёнок — Тамала Джорджетта Джонс — родилась в 1970 г.

## Дискография
Указаны только официальные альбомы, изданные в США, с указанием места в кантри-чарте журнал «Биллборд».
| Год  | Название                                      | Место |  |
| ---- | --------------------------------------------- | ----- |  |
| 1967 | My Elusive Dreams                             | #11   |  |
| 1967 | Your Good Girls Gonna Go Bad                  | #7    |  |
| 1968 | D-I-V-O-R-C-E                                 | #1    |  |
| 1969 | Inspiration                                   | #19   |  |
| 1969 | Stand By Your Man                             | #2    |  |
| 1969 | Tammys Greatest Hits                          | #2    |  |
| 1970 | Christmas With Tammy                          | -     |  |
| 1970 | Tammys Touch                                  | #1    |  |
| 1970 | The First Lady                                | #2    |  |
| 1970 | The Ways to Love a Man                        | #3    |  |
| 1970 | The World of Tammy Wynette                    | #8    |  |
| 1971 | Tammys Greatest Hits: Volume 2                | #5    |  |
| 1971 | We Go Together                                | #3    |  |
| 1971 | We Can Sure Love Each Other                   | #8    |  |
| 1972 | Bedtime Story                                 | #7    |  |
| 1972 | Me and the First Lady                         | #6    |  |
| 1973 | Kids Say the Darndest Things                  | #3    |  |
| 1973 | Lets Build a World Together                   | #12   |  |
| 1973 | My Man                                        | #2    |  |
| 1973 | The First Songs of the First Lady             | #17   |  |
| 1974 | Another Lonely Song                           | #8    |  |
| 1974 | Were Gonna Hold On                            | #3    |  |
| 1974 | Woman to Woman                                | #21   |  |
| 1975 | George, Tammy and Tina                        | #37   |  |
| 1975 | I Still Believe in Fairytales                 | #24   |  |
| 1975 | Tammy Wynettes Greatest Hits: Volume 3        | #28   |  |
| 1976 | Til I Can Make It On My Own                   | #3    |  |
| 1976 | Golden Ring                                   | #1    |  |
| 1976 | You and Me                                    | #4    |  |
| 1977 | Greatest Hits                                 | #23   |  |
| 1977 | Lets Go Together                              | #19   |  |
| 1977 | One of a Kind                                 | #32   |  |
| 1978 | Greatest Hits: Volume 4                       | #37   |  |
| 1978 | Womanhood                                     | #14   |  |
| 1979 | Just Tammy                                    | #25   |  |
| 1980 | Only Lonely Sometimes                         | #37   |  |
| 1980 | Starting Over                                 | #17   |  |
| 1980 | Together Again                                | #26   |  |
| 1981 | Cowboys Dont Shoot Straight Like They Used To | #21   |  |
| 1981 | Crying In the Rain                            | #18   |  |
| 1981 | Encore                                        | #44   |  |
| 1983 | Biggest Hits                                  | #64   |  |
| 1983 | Even the Strong Get Lonely                    | #66   |  |
| 1983 | Good Love and Heartbreak                      | #62   |  |
| 1985 | Sometimes When We Touch                       | #32   |  |
| 1987 | Higher Ground                                 | #43   |  |
| 1989 | Next to You                                   | #42   |  |
| 1990 | Heart Over Mind                               | #64   |  |
| 1993 | Honky Tonk Angels                             | -     |  |